# Mikkel Wallentin
Mikkel Wallentin (født 3. juni 1973, i Nuuk, Grønland) er professor i kognitionsvidenskab ved Aarhus Universitet, Ph.d., hjerneforsker og dansk skønlitterær forfatter og dramatiker.
Han har udgivet tre skønlitterære romaner, en bog om sprog og mere end 50 videnskabelige artikler, primært inden for sprog- og hjerneforskning.
I 2008 vandt Mikkel Wallentin en 10,000 kroners novellekonkurrence udskrevet af Århus Havn.
I december 2009 deltog han som en af de tre finalister i Teater V's dramatikerkonkurrence med stykket Grünfeld forsvar.
Wallentin vandt konkurrencen efter en dramatiseret oplæsning med Emil Hansen som instruktør og skuespillerne Kristian Halken, Özlem Saglanmak og Anders Juul.
Stykket havde premiere den 28. february 2010 med Torben Zeller, Anders Juul og Karin Bang Heinemeier på scenen.
For stykket blev Wallentin nomineret til Årets Reumert i kategorien Årets Dramatiker.

### Bøger (skønlitteratur)
- En ræv bag øret, roman, 2001
- Rævegraven, roman, 2003
- En ræv af guds nåde, roman, 2005

### Drama
- Grünfeld forsvar, manuskript, Teater V, 2010
- Det vi ved, manuskript, Aarhus Teater, 2016

### Bøger (faglitteratur)
- Sprog, Tænkepause, Aarhus Universitetsforlag, 2016.

### Udvalgte forskningsartikler på dansk
- Mikkel Wallentin (1. juni 2009), "Er der kønsforskelle i hjernens bearbejdning af sprog?", Tidsskrift for Sprogforskning, 7 (1): 1-35, doi:10.7146/TFS.V7I1.2732, Wikidata  Q43143767

## Henvisning
1. ↑  Mikkel Wallentins websted Arkiveret 10. august 2020 hos  Wayback Machine hentet 27.maj 2020
2. ↑  "Publication List". Aarhus Universitet. Hentet 2020-05-25.
3. ↑  Peter Nørskov (2. december 2008). "Novelle-sejr sikkert i havn".{{cite news}}:  CS1-vedligeholdelse: url-status (link)
4. ↑  Uffe Christensen (30. november 2009). "Dramatikere dyster om 100.000 kr". Arkiveret fra originalen 1. december 2009. Hentet 1. december 2009.
5. ↑  http://www.proevehallen.dk/index.php?id=279 Arkiveret 13. marts 2016 hos  Wayback Machine Grünfeld forsvar
6. ↑  Birgitte Rahbek (21. april 2010). "Det Kongelige Teater sætter Reumert-rekord". Berlingske.dk.